# Elsie Locke
Pour les articles homonymes, voir Locke.
Elsie Violet Locke, née Farrelly le 17 août 1912 à Hamilton (Nouvelle-Zélande) et morte le 8 avril 2001 à Christchurch (Nouvelle-Zélande), est une écrivaine, historienne et militante féministe et pacifiste néo-zélandaise.
Probablement connue surtout pour ses écrits pour les enfants, The Oxford Companion to New Zealand Literature la cite pour sa « contribution remarquable à la société néo-zélandaise », pour laquelle l'université de Canterbury l'a faite docteure honoris causa en 1987.

## Biographie

### Enfance
Elsie Violet Locke, née Elsie Violet Farrelly à Hamilton, en Nouvelle-Zélande, le 17 août 1912, est la plus jeune de six enfants,. Elle est la fille de William John Allerton Farrelly (1878-1945) et d'Ellen Electa Farrelly (née Bryan ; 1874-1936),. Les parents de Locke sont nés en Nouvelle-Zélande et, bien que n'ayant suivi que des études primaires, ils sont tous les deux progressistes. L'intelligence de William est reconnue très tôt par son école, et il a vivement encouragé l'éducation de ses enfants, lui-même étant incapable de poursuivre ses études au-dessus de la sixième année. La mère de Locke est adolescente lors de l'émergence du mouvement pour le droit de vote des femmes en Nouvelle-Zélande et elle transmet son idée d'égalité des sexes à ses filles, tout en leur enseignant la valeur de l'indépendance.
Elsie grandit à Waiuku, une petite ville au sud d'Auckland, où elle développe une répulsion vis-à-vis de la guerre à un âge précoce. Très jeune, elle voit les blessures des vétérans de la Première Guerre mondiale : « […]lors de la visite de l'établissement Warkworth, j'ai été voir un homme dont le visage avait été demi-coupé là et qui n'était jamais sorti de sa ferme ». Même si elle quitte Waiuku à un jeune âge, elle conserve des liens forts avec la ville et y retourne souvent. Inhabituel pour une Pākehā de sa génération, elle développe une relation étroite avec les acteurs locaux de l'Iwi à Waiuku et ses recherches seront plus tard utiles pour leur revendication du Traité de Waitangi.

### Éducation
Alors que peu d'enfants de sa classe, en particulier des filles, vont à l'école secondaire, elle continue ses études au lycée du district de Waiuku de 1925 à 1929,. Locke est la seule membre de sa famille à terminer l'école secondaire et la seule élève féminine de sa classe lors de ses deux dernières années scolaires. Locke veut être écrivain, plutôt qu'enseignante ou infirmière, carrières classiques pour les femmes alphabétisées de sa génération. Elle obtient une bourse pour étudier à l'université d'Auckland, où elle devient connue sous le nom de la « Petite Farrelly »,. Elle commence ses études en 1930, au début de la Grande Dépression, et lutte pour avoir un revenu fixe — elle vit d'un mélange de bourses d'études et d'emplois à temps partiel, comme celui à la bibliothèque publique de Parnell. Elle s'implique dans l'impression du magazine littéraire Phoenix, et même si elle n'écrit pas dedans, son appartement sert de base centrale pour les personnes impliquées. En 1932, lors de ses années universitaires, Locke a une expérience qui va avoir une grande influence sur son idéologie et son activisme politique selon sa fille, Maire Leadbeater. Cette « expérience critique » est la vue de 10 000 chômeurs marchant dans la Queen Street d'Auckland qui, selon Leadbeater, instille dans l'esprit de Locke l'ambition « d'être celle pour ceux qui ont lutté et ceux qui ont été opprimés ».

« Quand le derniers des dix mille est passé devant moi, j'ai quitté le pavé pour répondre à la question que ces hommes avaient silencieusement insufflée en moi : de quel côté es-tu ? Qu'importe qui tu es, et où tu veux aller, j'irai aussi, j'ai répondu. »

— Elsie Locke, Student at the Gates, 1981, p. 81.
Locke se découvre un intérêt croissant pour le socialisme au cours de ses études, et assiste à des réunions des amis de l'Union soviétique et de la Fabian Society. En 1932, elle organise une Convention des Femmes Travailleuses et, l'année suivante, elle est diplômée de l'université avec un baccalauréat ès arts, et rejoint le Parti communiste.
Locke raconte son enfance et son éducation dans une autobiographie en 1981, Student at the Gates, qui porte sur les influences qui ont façonné sa philosophie socialiste et sur de nombreuses personnalités politiques et littéraires de Nouvelle-Zélande des années 1920 et 1930.

### Famille
En 1935, Locke épouse son premier mari, Frédéric Engels (« Fred ») Freeman, membre du Parti communiste, et devient Elsie Freeman. En 1937, Elsie divorce, ce qui est considéré comme une honte à l'époque, et en 1938, son premier fils Don naît,,. Elle en a la garde exclusive, à une époque où être une mère seule est particulièrement difficile.
En novembre 1921, elle épouse son deuxième mari, John Gibson (« Jack »), Locke (né en 1908), avec qui elle reste jusqu'à sa mort en 1996,. Jack, travailleur de la viande, qui a immigré en Nouvelle-Zélande depuis l'Angleterre à 19 ans, est l'un des principaux membres du Parti communiste et le couple s'est rencontré à une fête du parti. Jack obtient un poste à Christchurch grâce au Parti et, en 1944, ils déménagent au 392 Oxford Terrace, un « cottage comme un petit pain d'épice » avec des toilettes intérieures sur les rives de l'Avon,. Locke aime son pays et déteste les villes ; plus tard, elle dit être restée à Christchurch seulement pour son époux. Cependant, le couple vit dans cette maison jusqu'à leur décès.
Locke a trois enfants avec Jack : Keith, Maire, et Alison. Elle éduque ses quatre enfants à apprécier l'art et l'amour du grand air. La famille fait souvent des voyages à pied et se serre la ceinture pour envoyer Maire prendre des leçons de danse. Locke continue d'assister à de nombreuses manifestations culturelles avec Maire dans sa vieillesse. Les époux ont un mode de vie athée.
Keith Locke, son fils, est élu député pour le Parti Vert de 1999 à 2011, et sa fille Maire, maintenant appelée Maire Leadbeater, est conseillère au Conseil de la ville et au Conseil Régional d'Auckland,,. Ils sont tous les deux pour la paix et le désarmement nucléaire.

### Parti communiste et tuberculose
Locke rejoint le Parti communiste en 1933, et est l'une des principales militantes du parti, en particulier dans les années 1930,. Après qu’elle a obtenu son diplôme universitaire en 1933, les Locke déménagent à Wellington, où elle s'implique dans la direction de la branche locale du Parti communiste. En 1934, elle devient l'organisatrice nationale du Comité des femmes travailleuses qui découle du mouvement des travailleurs chômeurs. L'objectif original de ce comité est de publier le premier journal mensuel féministe, The Working Woman, que Locke commence à éditer la même année avec le soutien du Parti communiste,. Le dernier numéro de ce journal sort en novembre 1936. En avril 1937, le premier numéro de son successeur, Woman Today, est publié, destiné à un public plus large. Woman Today est aussi édité par Locke et paraît jusqu'en octobre 1939, avec des contributions d'écrivains tels que Gloria Rawlinson et Robin Hyde,. Locke écrit plus tard que « une 'deuxième vague' du féminisme arrivait à ce moment-là et se mettait en place, quand elle a été coupée court par la guerre, et une grande partie s'est exprimée et concentrée dans Woman Today ».
En 1936, sa préoccupation pour les familles incapables de s'occuper des enfants imprévus conduit Locke à convoquer la première réunion de la Société de sexe, d'hygiène et de régulation natale dont elle est membre. Cette société est le précurseur du Planning familial néo-zélandais. Locke est la candidate du Parti communiste pour le conseil de la ville et du conseil d'administration de l'Hôpital de Wellington dans les élections locales de la région de Lower Hutt en 1941, et, plus tard cette année-là, elle épouse un membre du parti, Jack Locke,. Jack est président de la direction locale du parti à Christchurch et son candidat lors de plusieurs élections durant les années 1950 et 1960. Pendant leurs années dans le Parti communiste, Jack gagne sa vie dans un abattoir et Locke vit comme « une femme au foyer et mère traditionnelle », tout en continuant à écrire sur le féminisme.
De 1946 à 1948, Locke est hospitalisée pour un mal de Pott et doit rester allongée à plat sur le dos,. Cela signifie que ses enfants sont déplacés à travers tout le pays pour de longues périodes au cours de sa maladie. La tuberculose est une cause majeure de mortalité à l'époque mais Locke survit, passant le temps en lisant et en méditant sur ses convictions politiques.
Locke est convaincue que le Parti communiste de Nouvelle-Zélande doit développer une « idéologie locale ». Dans le même temps, elle est une internationaliste, ce qui, selon la New Zealand Journal of History, « l'a attirée au Parti communiste et lui a finalement fait donner son congé en 1956 ». Locke, comme beaucoup d'autres, le quitte en signe de protestation à la fois contre la réponse soviétique à la révolution hongroise et contre les « excès » du stalinisme. Cependant, son mari reste un communiste jusqu'à sa mort. Après avoir quitté le parti, Locke n'aime pas voir le rôle qu’elle y a tenu être mis en avant parce que, bien que le couple « accepte d'être en désaccord » sur les questions politiques, elle affirme que la publicité « dérange son époux ».
« C'était une époque qui demandait de croire, pas de questionner. J'ai commis le crime suprême : j'ai questionné. » — Elsie Locke, Looking for Answers, dans Landfall, 48, décembre 1958, p. 344.
Rob Muldoon décrit les Locke comme la plus « célèbre famille communiste de Nouvelle-Zélande », et son appartenance au Parti communiste a des répercussions sur le long terme sur la façon dont la famille est perçue par certains organismes de sécurité. Dans les années 1980, elle voyage au Canada pour une conférence d'écrivains, le seul voyage à l'étranger de sa vie. Or, malgré son âge, les autorités américaines exigent qu'elle soit accompagnée par un garde armé pour l'ensemble de son escale à Hawaï. En outre, les services secrets néo-zélandais (SIS) tiennent un dossier sur elle et ses enfants. En 2008, la fille de Locke, Maire Leadbeater, reçoit son propre dossier de la SIS. Il remonte à l'époque où elle distribuait le journal People's Voice, un journal communiste, à l'âge de 10 ans, et contient des informations détaillées privées sur les réunions tenues dans les maisons et les bureaux. Le fichier montre que le SIS a cru que le mariage d'Elsie et Jack avait été mis à rude épreuve par le départ de celle-ci du Parti communiste. Leadbeater dit que, dans le dossier, « tout est mauvais de toute façon. C'est désagréable, des spéculations inexactes sur des informations très personnelles de la famille ». Keith Locke reçoit également son dossier de la SIS, décrit comme « épais », et celui de leur mère est reçu par son biographe. Peu de temps après la mort de Locke, une lettre « malveillante » est publiée dans The Press, l'accusant d'être « une communiste, une stalinienne, un outil du Kremlin et complice de génocide de 100 millions de personnes » ; de nombreuses lettres sont écrites au journal en réponse à la fois pour défendre Locke et pour dénoncer la publication de la lettre originale.

### Activisme pour la paix
Locke porte beaucoup d'attention dans l'activisme pour paix, après avoir quitté le Parti communiste en 1956, bien qu'elle se soit impliquée dans la lutte anti-guerre toute sa vie, y compris la campagne contre la conscription de la fin des années 1940,. Elle considère l'arme nucléaire comme un plus grand mal que l'Holocauste, et est l'une des fondatrices de la Campagne pour le désarmement nucléaire dans les années 1950, et un membre du bureau exécutif de 1957 aux années 1970,. Locke est extrêmement fière que la Nouvelle-Zélande soit un état sans nucléaire et a lutté pendant des années pour que ça arrive. Elle reste attachée à cette cause toute sa vie.

### Écriture
Bien que Locke ait toujours voulu être écrivain, c'est dans les années 1950 qu'elle commence à prendre cette envie au sérieux. En 1949, elle a édité Gordon Watson, New Zealander, 1912–45: His Life and Writings et en 1950, elle écrit une histoire politique de la région de Canterbury, The Shepherd and the Scullery Maid, 1850–1950: Canterbury Without Laurels, tous deux publiés par le Parti communiste,. En 1954, elle auto-publie un livre de poèmes, The Time of the Child: A Sequence of Poems. L'écriture devient très importante pour Locke, qui réussit à avoir une pièce pour elle dans leur petite maison pendant plus de 50 ans.
« Virginia Woolf disait que si on veut écrire, ou faire n'importe quoi pour soi-même, il faut avoir une chambre à soi et 500 pounds par an. Je n'ai jamais eu les 500 pounds mais j'ai fait en sorte de toujours avoir une chambre à moi. » — Elsie Locke, A Bird in the Hand par Bruce Ansley, New Zealand Listener, 20 avril 1996.
Locke remporte l'édition inaugurale du Prix Commémoratif Katherine Mansfield (et les 52,10 £), lors de la cérémonie pour l'anniversaire de Mansfield en 1959, dans la défunte catégorie des essais littéraires, pour son essai Looking for Answers,. L'essai de Locke, l'une des 105 participants de la catégorie, est un compte-rendu des raisons de son entrée et de son départ du Parti communiste, et est publié dans Landfall, 48, décembre 1958.
Dans l'ensemble, Locke est probablement mieux connue comme écrivain pour enfants. Dans les années 1960, c'est lorsque Locke commence à contribuer au New Zealand School Journal (publié par la Direction de la Publication Scolaire du Ministère de l'Éducation) que sa carrière en tant qu'écrivaine est véritablement établie. Entre 1960 et 196?, la Direction de la Publication Scolaire lui commande une série de livrets historiques pour sensibiliser les enfants à l'histoire sociale de la Nouvelle-Zélande ; ils  seront compilés dans The Kauri and the Willow: How we Lived and Grew from 1801–1942 (1984). Lors de l'écriture de cette série, Locke réalise son manque de connaissances sur la culture, l'histoire, la spiritualité et la langue maorie. Cela la conduit à étudier la langue, et à incorporer le biculturalisme comme un élément central de son écriture bien avant qu'il ne soit de bon ton de le faire. Selon The Oxford Companion to New Zealand Literature, elle exprime le point de vue maori « avec de la sympathie et de la perspicacité dans ses romans, ce qui est en avance sur la perception générale et la rectitude politique ».
Son premier roman, The Runaway Settlers (1965), est son œuvre la plus populaire, et est le livre pour enfants le plus réimprimé de Nouvelle-Zélande,. Publié à l'origine avec des illustrations par Anthony Maitland, et réédité en 1993 avec des illustrations de Gary Hebley, The Runaway Settlers est un roman historique basé sur l'histoire vraie de Mme Small et ses enfants, qui fuient la violence de M. Small à Sydney, où elle prend le nom de Phipps, et s'installe à Governors Bay, au sud de Christchurch. Bien que leur vie y soit difficile, le dur travail de la famille paie, et finit par être couronné de succès. Les descendants de La famille vivent toujours à Governors Bay. Le livre reçoit le premier Gaelyn Gordon Award for a Much-Loved Book en 1999, l'un des prix les plus précieux de Locke selon sa fille,.
Le travail de Locke pour la Direction de la Publication Scolaire relance son intérêt pour sa ville natale Waiuku, et son deuxième livre pour enfants, The End of the Harbour: An Historical Novel for Children (1968), est basé sur l'histoire de la ville. Locke passe un été là-bas à faire des recherches sur le roman, qui est illustré par Kāterina Mataira. Il se passe en 1860, lorsque Waiuku était sur la frontière entre la monarchie maorie et l'expansion coloniale, alors que la Première Guerre Taranaki vient de débuter. Le livre suit l'histoire de David Learwood, un Pākehā de 11 ans dont les parents ont déménagé à Waiuku pour travailler dans un hôtel local. Tandis que la mère de David est terrifiée à l'idée de rencontrer un Maori, et que David n'en a jamais rencontré, il se lie d'amitié avec Honatana, un jeune garçon maori, ainsi qu'avec plusieurs pākehā adultes sympathisants des maoris, et un jeune garçon de la double origine, paheka et maori. The Oxford Companion to New Zealand Literature décrit The End of the Harbour comme « une exploration pleine de compassion des questions territoriales à travers les perspectives maori et pakeha ».
A Canoe in the Mist, l'histoire de l'expérience de deux jeunes filles au cours de l'éruption du mont Tarawera en 1886, est publié par Jonathan Cape en 1984, avec des illustrations de John Shelley. Lillian vit avec sa mère, veuve, dans le village de Te Wairoa, une destination populaire pour les visiteurs à la recherche des fameux sites volcaniques du Lac Rotomahana. Lillian se lie d'amitié avec Mattie, fille de touristes anglais, et ensemble, elles visitent la célèbre Pink and White Terraces ; mais des signes de mauvais augure apparaissent : un raz-de-marée sur le lac généralement calme et des rapports affirmant avoir vu le fantomatique canoë de waka wairua à travers la brume. Le sage maori Thuhoto prédit la catastrophe. Le soir même, l'éruption éclate soudainement, et les filles sont jetées dans une lutte désespérée pour leur survie. Re-publié en 2005 dans la collection des Classiques Modernes des éditions Collins, la Bibliothèque Nationale de Nouvelle-Zélande décrit ce livre comme un « classique kiwi ».

### Fin de vie
Locke est faite docteur honoris causa de l'université de Canterbury en 1996, pour son travail en faveur d'une conception plus équilibrée de l'histoire de la Nouvelle-Zélande.
Elsie Locke meurt dans la ville de Christchurch, le 8 avril 2001.

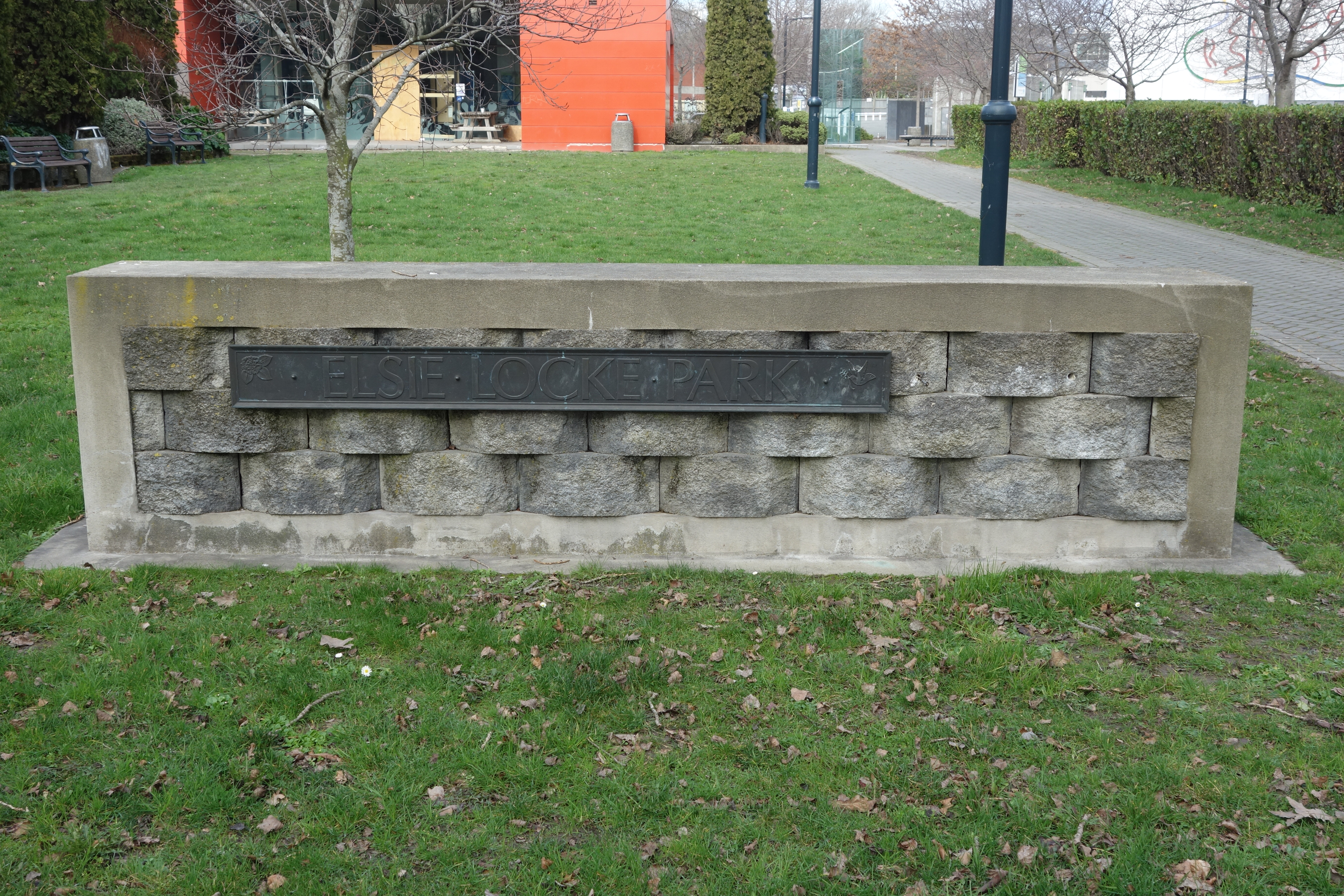
Plaque commémorant Elsie Locke à l'extérieur de la piscine Centennial.

## Hommages
- Elsie Locke est la seule personne vivante qui ait eu un parc nommé en son honneur par le Conseil de la Ville de Christchurch. Le Elsie Locke Park est situé à Oxford Terrace, en face de la piscine Centennial[21], mais il est retiré après le tremblement de terre de 2011 à Christchurch pour faire place à l'aire de jeu Margaret Mahy[22].
- Chaque année, la New Zealand Library Association Inc. (en) décerne le Prix Elsie Locke pour « la contribution la plus distinguée à la non-fiction pour jeunes adultes »[23].
- En mars 2009, Locke est commémorée comme l'une des Douze Héros Locaux, et un buste en bronze est dévoilé à l'extérieur du Christchurch Arts Centre[24].

## Récompenses
- Prix Margaret Mahy (1995)[25],[26]
- Prix de l'Association de Littérature pour Enfants pour Services rendus à la Littérature pour Enfants (aujourd'hui appelé Prix Betty Gilderdale)[27]

## Publications
- (en) C. G. Watson, Gordon Watson, New Zealander, 1912–45 : his life and writings, Auckland, Communist Party, 1949 (lire en ligne)
- (en) Elsie Locke, The Shepherd and the Scullery-Maid, 1850–1950 : Canterbury Without Laurels, Christchurch, New Zealand Communist Party Canterbury District, 1950 (lire en ligne)
- (en) Elsie Locke, The Time of the Child : a sequence of poems, Christchurch, 1954
- (en) Elsie Locke, Ghosts on the Coast : a family fantasy with the Rouseabouts, Clarity Press, 1960 (lire en ligne)
- (en) Elsie Locke, Viet-nam, Wellington, Publications Branch Department of Education, 1963 (lire en ligne)
- (en) Elsie Locke, The Runaway Settlers, Londres, Jonathan Cape, 1965 (lire en ligne)
- (en) Elsie Locke, Six Colonies in One Country : New Zealand, 1840–1860, Wellington, Government Printer, 1965 (lire en ligne)
- (en) Elsie Locke, Reference notes to The End of the Harbour : an historical novel for children, and bibliography of material relating to Waiuku and the surrounding area, Christchurch, University of Canterbury, 1969 (lire en ligne)